# Campionats del món de ciclocròs de 2011
Els Campionats del món de ciclocròs de 2011 van ser la 62a edició dels Campionats del món de ciclocròs. Les proves tingueren lloc el 29 i 30 gener de 2011 a Sankt Wendel, a l'estat alemany del Saarland.

## Organització
Els Campionats del món van ser organitzats sota els auspicis de la Unió Ciclista Internacional. Va ser la segona vegada que els campionats del món es disputaven en aquesta localitat després de l'edició de 2005.

## Resultats

### Homes
| Proves  | Or                | Plata          | Bronze        |
| Elit    | Zdeněk Štybar     | Sven Nys       | Kevin Pauwels |
| Sub-23  | Lars van der Haar | Mike Teunissen | Karel Hník    |
| Júniors | Clément Venturini | Fabien Doubey  | Loïc Doubey   |

### Dones
| Prova | Or           | Plata             | Bronze        |
| Elit  | Marianne Vos | Katherine Compton | Kateřina Nash |

## Classificacions

### Cursa masculina
| Pos.   | Ciclista              | País     | Temps           |
| ------ | --------------------- | -------- | --------------- |
| Or     | Zdeněk Štybar         | Txèquia  | 1 h 06 min 37 s |
| Argent | Sven Nys              | Bèlgica  | 18 s            |
| Bronze | Kevin Pauwels         | Bèlgica  | 1 min 15 s      |
| 4.     | Francis Mourey        | França   | 1 min 16 s      |
| 5.     | Philipp Walsleben     | Alemanya | 1 min 18 s      |
| 6.     | Klaas Vantornout      | Bèlgica  | 1 min 23 s      |
| 7.     | Marco Aurelio Fontana | Itàlia   | 1 min 51 s      |
| 8.     | Bart Wellens          | Bèlgica  | 2 min 01 s      |
| 9.     | Christian Heule       | Suïssa   | 2 min 03 s      |
| 10.    | Tom Meeusen           | Bèlgica  | 2 min 03 s      |

### Cursa femenina
| Pos.   | Ciclista                 | País          | Temps       |
| ------ | ------------------------ | ------------- | ----------- |
| Or     | Marianne Vos             | Països Baixos | 40 min 31 s |
| Argent | Katherine Compton        | Estats Units  | 17 s        |
| Bronze | Kateřina Nash            | Txèquia       | 20 s        |
| 4.     | Hanka Kupfernagel        | Alemanya      | 42 s        |
| 5.     | Jasmin Achermann         | Suïssa        | 1 min 10 s  |
| 6.     | Sanne van Paassen        | Països Baixos | 1 min 20 s  |
| 7.     | Christel Ferrier-Bruneau | França        | 1 min 42 s  |
| 8.     | Pauline Ferrand-Prévot   | França        | 1 min 42 s  |
| 9.     | Sanne Cant               | Bèlgica       | 2 min 00 s  |
| 10.    | Sabine Spitz             | Alemanya      | 2 min 00 s  |

### Cursa sub-23
| Pos.   | Ciclista          | País          | Temps       |
| ------ | ----------------- | ------------- | ----------- |
| Or     | Lars van der Haar | Països Baixos | 52 min 01 s |
| Argent | Mike Teunissen    | Països Baixos | 1 s         |
| Bronze | Karel Hník        | Txèquia       | 1 s         |
| 4.     | Matthieu Boulo    | França        | 3 s         |
| 5.     | Tijmen Eising     | Països Baixos | 4 s         |
| 6.     | Wietse Bosmans    | Bèlgica       | 7 s         |
| 7.     | Valentin Scherz   | Suïssa        | 13 s        |
| 8.     | Joeri Adams       | Bèlgica       | 24 s        |
| 9.     | Jimmy Turgis      | França        | 24 s        |
| 10.    | Vincent Baestaens | Bèlgica       | 30 s        |

### Cursa júnior
| Pos.   | Ciclista               | País          | Temps       |
| ------ | ---------------------- | ------------- | ----------- |
| Or     | Clément Venturini      | França        | 44 min 33 s |
| Argent | Fabien Doubey          | França        | 15 s        |
| Bronze | Loïc Doubey            | França        | 15 s        |
| 4.     | Jakub Skála            | Txèquia       | 36 s        |
| 5.     | Laurens Sweeck         | Bèlgica       | 37 s        |
| 6.     | Michael Vanthourenhout | Bèlgica       | 45 s        |
| 7.     | Dominic Zumstein       | Suïssa        | 51 s        |
| 8.     | Silvio Herklotz        | Alemanya      | 1 min 09 s  |
| 9.     | Vojtech Nipl           | Txèquia       | 1 min 18 s  |
| 10.    | Stan Godrie            | Països Baixos | 1 min 29 s  |

## Medaller
| Pos. | País          | Or | Plata | Bronze | Total |
| 1    | Països Baixos | 2  | 1     | 0      | 3     |
| 2    | França        | 1  | 1     | 1      | 3     |
| 3    | Txèquia       | 1  | 0     | 2      | 3     |
| 4    | Bèlgica       | 0  | 1     | 1      | 2     |
| 5    | Estats Units  | 0  | 1     | 0      | 1     |